# Torneo WTA de Bucarest 2014
El BRD Bucarest Open 2014 fue un torneo profesional de tenis jugado en canchas de arcilla roja.Fue la primera edición del torneo y parte del WTA Tour 2014. Se llevó a cabo en Arenele BNR en Bucarest, Rumania entre el 7 y el 13 de julio de 2014.

## Cabeza de serie

### Individual
| Tenista          | Ranking | Preclasificada |
| Simona Halep     | 3       | 1              |
| Roberta Vinci    | 21      | 2              |
| Klára Koukalová  | 32      | 3              |
| Karin Knapp      | 47      | 4              |
| Annika Beck      | 54      | 5              |
| Anna Schmiedlová | 58      | 6              |
| Petra Cetkovská  | 62      | 7              |
| Polona Hercog    | 63      | 8              |

### Dobles
| Tenista                                 | Ranking | Preclasificada |
| Katarzyna Piter Olga Savchuk            | 130     | 1              |
| Janette Husárová Renata Voráčová        | 135     | 2              |
| Lara Arruabarrena Silvia Soler Espinosa | 153     | 3              |
| Irina-Camelia Begu María Irigoyen       | 167     | 4              |

## Campeonas

### Individual
Simona Halep venció a  Roberta Vinci por 6-1, 6-3

### Dobles
Elena Bogdan /  Alexandra Cadanțu vencieron a  Çağla Büyükakçay /  Karin Knapp por 6-4, 3-6, [10-5]